# جيرالد لونغ
جيرالد لونغ (بالإنجليزية: Gerald Long)‏ هو شخصية أعمال وسياسي أمريكي، ولد في 9 يوليو 1944 في واينفيلد في الولايات المتحدة. حزبياً، نشط في الحزب الجمهوري. وقد انتخب عضو مجلس ولاية لويزيانا.